# Sirsasana

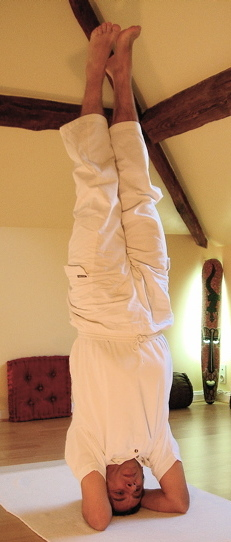
Kopstand
Shirshasana

Shirshasana (Sanskriet voor kopstand) is een houding of asana. De houding wordt ook wel koningshouding onder de asana's genoemd.
| Sanskriet | vertaling                   |
| sirsa     | hoofd                       |
| salamba   | met hulp, ondersteuning     |
| asana     | houding (letterlijk: 'zit') |

## Beschrijving
Bij de Shirshasana staat het lichaam volledig ondersteboven en wordt ondersteund door de kruin van het hoofd en de voorarmen. Deze houding is bestemd voor de meer gevorderde beoefenaar. Sommige beoefenaars zetten de houding in zonder steun te zoeken bij een ander. Een andere mogelijkheid is het, de oefening met steun van een muur in te zetten.